# 프란시스쿠 미란다

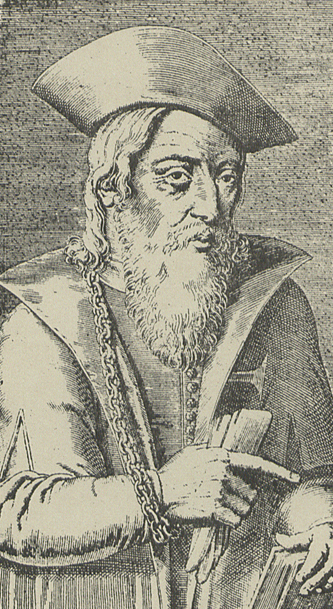

프란시스쿠 미란다(프란시스코 데 사 데 미란, Francisco de Sá de Miranda, 1481년 8월 28일 – 1558년 5월 17일, 포르투갈어 발음: [fɾɐ̃ˈsiʃku ðɨ ˈsa ðɨ miˈɾɐ̃dɐ])는 르네상스 시대의 포르투갈 시인이었다.

## 인생
미란다는 다른 많은 시인들에게 영감의 원천으로 여겨지는 몬데고 강둑에서 어린 시절을 보냈다. 그는 산타 크루즈 수도원의 대학에서 처음으로 그리스어, 라틴어, 철학을 공부했고, 1505년에 법학을 공부하기 위해 리스본 대학(코임브라 대학은 1380년에 리스본으로 옮겼음)에 진학했다. 포르투갈 궁정에 참석하고 여전히 포르투갈에서 지배적인 중세 양식으로 시를 쓴다.
그는 궁정에서 많은 시간을 시 쓰기와 용맹함으로 가득 채웠고, 그는 궁중 레오노르 데 마스카레냐스를 에워싼 베르나르딤 리베이루와 크리스토바오 팔캉을 포함하여 그 시대의 가장 위대한 귀족들과 가장 유명한 시인들로 구성된 그룹 중 하나가 되었다. 그는 1516년까지 법학 박사 학위를 취득한 대학과 궁전 사이에서 시간을 나누면서 1521년까지 대부분 수도에 거주한 것으로 보인다. 마누엘 왕의 통치 기간 동안 그는 군사적 승리를 목격했지만 타락과 미래의 재앙의 징후를 지적하기 시작했다. 그는 대학에서 훌륭한 변호사가 되었기 때문에 교수진의 임시 교수로 활동할 수 있었고 사법직을 제안 받았지만 거절했다. 그는 아버지를 기쁘게 하기 위해 법률가로서의 경력을 쌓았을 뿐이며, 아버지가 죽자 법을 버리고 도덕과 금욕주의 철학과 시를 추구했다. 그는 자신의 나라의 보잘것없는 지식인 지위를 유감스럽게 관찰하고 여행하기로 결심했다.
미란다는 1521년 이탈리아로 여행을 떠났고 그곳에서 르네상스의 많은 작가 및 예술가들(Vittoria Colonna, Pietro Bembo, Sannazzaro, Ariosto 등)과 접촉할 수 있었다. 그는 이탈리아 드라마의 재탄생을 도왔고 그가 포르투갈에 이식할 예술의 한 형태인 고전 산문 희극의 공연을 보았다. 1526년 집으로 돌아오는 길에 그는 스페인을 방문하여 고전 작가인 후안 보스칸과 가르실라소 데 라 베가를 만났다.
1526년 또는 1527년에 포르투갈로 돌아온 그는 다시 법정에서 영접을 받았고 그곳에서 요한 3세 왕과 다른 귀족들과 친구가 되었다. 그러나 예절과 시인으로서의 그의 명성은 커졌지만 그의 문학적 적들의 반대는 커졌다. 그는 또한 시대의 물질만능주의와 농업에 대한 소홀함에 비관적이 되었다. 돌아온 지 4년 만에 그는 북한의 민호 지방으로 이사하기로 결정하고 그곳에서 땅을 구입했다. 1530년경 그는 귀족 출신의 여성 브리올라냐 데 아제베도와 결혼했다.
1552년에 그는 아마레스 근처의 퀸타 다 타파다로 이사했다. 그는 계속해서 글을 쓰고 다른 시인들로부터 작품을 받아 그의 영향력이 확고했음을 보여주었다. 그의 장남은 1554년에, 그의 아내는 1555년에 사망했다. 그의 친구인 요한 3세는 1557년에 사망했고, 1558년에는 76세의 나이로 사 데 미란다가 그를 뒤따랐다.